# Galitzkya
Galitzkya es un género de plantas fanerógamas de la familia Brassicaceae. Comprende tres especies descritas y  aceptadas.

## Taxonomía
El género fue descrito por Vera Viktorovna Botschantzeva y publicado en Botaničeskij Žhurnal (Moscow & Leningrad) 64: 1440. 1979.
Etimología
Galitzkya: nombre genérico otorgado en honor del botánico ruso Nikolai Petrovic Ikonnikov-Galitzky (1892-1942).

## Especies aceptadas
A continuación, se brinda un listado de las especies del género Galitzkya aceptadas hasta septiembre de 2013, ordenadas alfabéticamente. Para cada una se indica el nombre binomial seguido del autor, abreviado según las convenciones y usos.
- Galitzkya macrocarpa (Ikonn.-Gal.) V.V.Botschantz.
- Galitzkya potaninii (Maxim.) V.V.Botschantz.
- Galitzkya spathulata (Stephan ex Willd.) V.V.Botschantz.